# 大滝寛
大滝 寛（おおたき ひろし、1959年8月2日 - ）は、日本の俳優、声優。文学座所属。東京都（神奈川県説も）出身。

## 経歴
1981年、文学座研究所に入所。1986年、劇団の座員となり、舞台やテレビなどで活動。声優としても洋画の吹き替え等で活動している。

## 人物
趣味・特技は釣りであり、特に渓流釣りが得意。

## 出演作品

### 舞台
- 風のつめたき櫻かな
- ミセス・サヴェッジ
- オセロー
- 夏の夜の夢
- 若草物語
- 花咲く港
- 十二人の怒れる男たち
- 女の一生
- 華岡青洲の妻
- 河をゆく
- 思い出のブライトン・ビーチ
- 手に砕け散る空の星
- エゲリア
- 雪やこんこん[3]
- ピローマン[4]
- 肝っ玉おっ母とその子供たち[5]

### ドラマ
- 特救指令ソルブレイン（テレビ朝日、今井浩司 役）
- 遺産相続殺人事件（日本テレビ）
- 招かれざる訪問者（フジテレビ）
- こんな男と暮らしてみたい（TBSテレビ）
- 愛するために愛されたい（TBSテレビ）
- 虹色定期便（NHK教育テレビ）
- ほんとにあった怖い話 「深淵から」（フジテレビ）
- 多摩南署たたき上げ刑事・近松丙吉(8) 最期のメッセージ（テレビ東京）
- パンドラIII 革命前夜（2011年、WOWOW）
- 大河ドラマ 青天を衝け（2021年、NHK） - 庄左衛門 役
- ちむどんどん (2022年4月15日、NHK) - シェフ 役

### 吹き替え

#### 担当俳優
ベン・アフレック
- アルマゲドン（A・J・フロスト）※ソフト版
- グローリー・デイズ 旅立ちの日（ジャック・フリーマン）
- 恋は嵐のように（ベン）

#### 映画
- アイ・アム・サム（ジョージ〈ボビー・クーパー〉、ダンカン・ローズ）※ソフト版
- アイデンティティー（マリック医師〈アルフレッド・モリーナ〉）※ソフト版
- 悪女の構図（クリント・グッドマン〈ティム・マシスン〉）
- 依頼人（トーマス・フィンク〈ブラッドリー・ウィットフォード〉）※テレビ朝日版
- インサイド・マン（コリンズ巡査部長）
- インビジブル（フランク〈ジョーイ・スロトニック〉）※ソフト版
- ウィズアウト・ユー（ケヴィン〈ジョン・テニー〉）
- ヴェロニカ・ゲリン（グレアム・ターレイ）
- ウォーク・トゥ・リメンバー（ランドンの父）
- 運命の女（ボブ・ゲイロード）※テレビ朝日版
- オーストラリア（ダットン大尉〈ベン・メンデルソーン〉）
- おばあちゃんの贈り物（スコット）※NHK版
- ガーディアンズ・オブ・ギャラクシー（コーマン・デイ / ローマン・デイ〈ジョン・C・ライリー〉）
- カスケーダー（ゴンツォー）
- ギルダ（ジョニー・ファレル〈グレン・フォード〉）※ソフト版
- キングダム・オブ・ヘブン（ザ・ホスピタラー〈デヴィッド・シューリス〉）
- グリーンブック（モーガン〈トム・ヴァーチュー〉[6]）
- クロコダイル・ハンター ザ・ムービー（ボブ・ウィーラー〈ラッキー・ヒューム〉）
- 刑事ジョン・ルーサー: フォールン・サン（デニス・マッケイブ〈ヴィンセント・リーガン〉）
- ゴーストバスターズ2（イゴン・スペングラー博士〈ハロルド・レイミス〉）※テレビ朝日版
- ココ・アヴァン・シャネル（ジョゼフ）
- コンタクト（ケント・クラーク〈ウィリアム・フィクナー〉）※ソフト版
- ザ・インタープリター（チャーリー・ラッセル〈デイヴィッド・ザヤス〉）
- サハラ 死の砂漠を脱出せよ（イヴ・マサード〈ランベール・ウィルソン〉）※ソフト版
- ザ・ワイルド ※テレビ朝日版
- シークレット/嵐の夜に（ジェス・クラーク〈コリン・ファース〉）
- シビル・アクション（ビル・クロウリー〈ジェリコ・イヴァネク〉）
- 縞模様のパジャマの少年（ブルーノの父〈デヴィッド・シューリス〉）
- シャーロック・ホームズ ※劇場公開版
- ジャンヌ・ダルク（ジャン）
- シャンハイ・ヌーン（アンドリュース）※テレビ朝日版
- 終着駅 トルストイ最後の旅（ドゥシャン〈ジョン・セッションズ〉）
- ジョージアの日記/ゆーうつでキラキラな毎日（パパ〈アラン・デイヴィス〉）
- ジョニー・イングリッシュ（ニュースキャスター）※劇場公開版
- ジョンQ -最後の決断-（ガス・モンロー〈レイ・リオッタ〉）※ソフト版
- スーサイド・スクワッド（オルセン提督〈テッド・ウィットール〉）
- スカーフェイス（ジェリー〈デニス・ホラハン〉）※ソフト版
- スター・ウォーズ エピソード2/クローンの攻撃
- スリー・オブ・ハーツ（ジョー〈ウィリアム・ボールドウィン〉）
- スリー・ビルボード（ウィロビー〈ウディ・ハレルソン〉）
- セブンソード（ドゥオゴードゥオ〈マイケル・ウォン〉）
- 戦争と平和（ニコライ・ロストフ〈ジェレミー・ブレット〉）※ソフト版
- タイタス（バシアナス〈ジェームズ・フレイン〉）
- 007/リビング・デイライツ（カムラン〈アート・マリック〉）※ソフト版
- ダロウェイ夫人（若い頃のピーター・ウォルシュ〈アラン・コックス〉）
- タワー・オブ・タイタンズ（レオン・ベナデウス大尉〈ハイノ・フェルヒ〉）
- チェンバー/凍った絆（アダム・ホール〈クリス・オドネル〉）
- チャーリーズ・エンジェル フルスロットル（カーター長官〈ロバート・パトリック〉）※テレビ朝日版
- チルファクター（アート・ルイス副保安官）
- ツイステッド（トン警部補〈ラッセル・ウォン〉）
- ディープ・ブルー（トム・スコッグス〈スコッグズ〉〈マイケル・ラパポート〉）※ソフト版
- デス・ルーム（ヘンリー）
- デンジャラス・バディ（ヘイル〈デミアン・ビチル〉）
- トランスフォーマー/リベンジ（ジェイソン・ワイルダー艦長〈ジョン・ニールセン〉）
- トランスフォーマー/ロストエイジ（警備責任者）
- ドリームキャッチャー（ジョーンジー〈ダミアン・ルイス〉）
- トリコロールに燃えて
- ノボケイン/局部麻酔の罠（マイク〈チェルシー・ロス〉、ゲルディング）
- ハード・トゥ・ダイ（ビル・デクスター〈ルー・ダイアモンド・フィリップス〉）
- パイレーツ・オブ・カリビアン/生命の泉（デリック）
- パウロ 愛と赦しの物語（アキラ〈ジョン・リンチ〉）
- バック・トゥ・ザ・フューチャー PART2（ウェスタン・ユニオンの男〈ジョー・フラハティ〉）※BSジャパン版
- バットマン vs スーパーマン ジャスティスの誕生（バローズ議員）
- バンディッツ（ダリル・ミラー〈ブライアン・F・オバーン〉）※ソフト版
- プライベート・ライアン（メリッシュ一等兵〈アダム・ゴールドバーグ〉）※テレビ朝日版
- フリー・ガイ[7]
- ブリッジ・オブ・スパイ（ホフマン〈スコット・シェパード〉）
- ブロークダウン・パレス（ロイ・ノックス〈ルー・ダイアモンド・フィリップス〉）
- プロメテウス（チャーリー・ホロウェイ〈ローガン・マーシャル＝グリーン〉[8]）※ザ・シネマ版
- ヘイトフル・エイト（オズワルド・モブレー〈ティム・ロス〉）
- ヘルレイザー リターン・オブ・ナイトメア（ブレット）
- ポロック 2人だけのアトリエ（サンディ・ポロック、アルフォンソ・オッソリオ）
- マーキュリー・ライジング（ディーン・クランデル）※テレビ朝日版
- マキシマム・リスク（セバスチャン〈ジャン＝ユーグ・アングラード〉）※テレビ朝日版
- ミス・ポター（ノーマン・ウォーン〈ユアン・マクレガー〉）
- ミッション:インポッシブル/ゴースト・プロトコル（レオニド・ライセンカー〈イワン・シュヴェドフ〉）
- missing ミッシング（ジム・ヘンリー〈ハリー・ハムリン〉）
- ミラクル・アドベンチャー/カザーン（トラヴィス）
- メガロドン（ミッチェル・パークス〈マーク・A・シェパード〉）
- 勇者たちの戦場（レイ）
- ランナウェイ・カー（ボウフォート巡査〈レオン〉）
- ランボー（バルフォード〈マイケル・タルボット〉）※日本テレビ新録版
- リーマン・ジョー!（パット〈ロバート・ジョイ〉）※ソフト版
- RED/レッド（ロバート・スタントン〈ジュリアン・マクマホン〉）
- レッド・スカイ（タム）
- レッドベルト 傷だらけのファイター（ジェリー〈ジョー・マンテーニャ〉）
- われらが背きし者（ヘクター〈ダミアン・ルイス〉）

#### ドラマ
- iCarly（リッキー・フレイム）
- アメリカン・ゴシック 〜偽りの一族〜
- アリー my Love
- アルゴノーツ 伝説の冒険者たち（アスピレトス）
- アンジェラ 15歳の日々（グレアム・チェイス〈トム・アーウィン〉）
- アンフォゲッタブル 完全記憶捜査（クランシー・ワッツ）
- IT ※NHK-BS2版
- エマ 〜恋するキューピッド〜（ジョージ・ナイトリー〈ジョニー・リー・ミラー〉）
- エレメンタリー ホームズ&ワトソン in NY
- 華麗なるペテン師たち
- ギルモア・ガールズ（ハワード）
- クリミナル・マインド6 FBI行動分析課（ベイリー刑事）
- クリミナル・マインド7 FBI行動分析課（ブラッド・プレストン）
- クリミナル・マインド 特命捜査班レッドセル（スコフィールド）
- 刑事ナッシュ・ブリッジス シーズン6 #19（ネルソン・コリンズ〈ジェフ・フェイヒー〉）
- 刑事マルティン・ベック ストックホルム・マラソン（イプシロンのマネージャー）
- コールドケース6（トム・パーカー）
- コールドケース7 ザ・ファイナル（ジョー・ドン・ビリングズリー）
- 高慢と偏見（ミスター・ビングリー）
- ザ・ケープ 漆黒のヒーロー（パトリック・ポートマン〈リチャード・シフ〉）
- ザ・パシフィック（ベン・ソーン中尉）
- 三国志演義（袁譚顕思、姜維伯約〈青年期〉）※NHK-BS2版
- CSI:科学捜査班
- CSI:ニューヨーク
- 情熱のシーラ（アラン・ヒルガース）
- ゾウズ・フー・キル 殺意の深層
- 続ハリーズ・ロー裏通り法律事務所（医者）
- 第一容疑者2 顔のない少女（ジョーンズ刑事）
- 第一容疑者5 死のゲーム（ブース刑事）
- ダメージ（トム・シェイズ〈テイト・ドノヴァン〉）
- チャームド 〜魔女3姉妹〜（ナンス）
- HAWAII FIVE-0
  - シーズン1 #2（ローランド・ラウリー〈スコット・コーエン〉）
  - シーズン2 #16（シュプキン総領事）
  - シーズン4 #11（ゲイリー・ネイサン〈ジェームズ・アーバニアク〉）
- ファン・ジニ
- ふたりは最高!ダーマ&グレッグ シーズン3 #11（アダム）
- 冬のソナタ（キム次長）
- ブルーブラッド 〜NYPD家族の絆〜（ロジャー・カーソン）
- マードック・ミステリー 〜刑事マードックの捜査ファイル〜（コンラッド・ハント）
- ミディアム5 霊能者アリソン・デュボア（ネイサン・カファティ）
- ミルドレッド・ピアース 幸せの代償（バート・ピアース〈ブライアン・F・オバーン〉）
- 名探偵ダウリング神父 シーズン1 #3（ロバート・マローン）
- 名探偵ポワロ 死との約束（レナード）
- 名探偵モンク
- リ・ジェネシス バイオ犯罪捜査班
- リゾーリ&アイルズ ヒロインたちの捜査線（ボビー）
- LAW&ORDER:クリミナル・インテント（ジャック・クローリー）
- ロイヤル・スキャンダル 〜エリザベス女王の苦悩〜
- 6人の女 ワケアリなわたしたち（外科医）

#### アニメ
- タンタンの冒険/ユニコーン号の秘密（トム）
- とび★うおーず（お父さん）
- ワンス・アポン・ア・スタジオ -100年の思い出-（ロビン・フッド）

### テレビアニメ
1999年
- アークザラッド（グルガ・ヴェイド・ブラキール）

2003年
- 人間交差点（道夫の父）

2009年
- ゴルゴ13（バーク・ベンソン）

### ボイスオーバー
- 地球ドラマチック（ボイスオーバー）
  - 『神秘の天体 月〜神話から科学まで〜』
  - 『太陽と人類 すべては太陽から始まった』
  - 『古代エジプト 王女の墓の謎』
- モーガン・フリーマン 時空を超えて（ボイスオーバー）

### ラジオドラマ
- 青春アドベンチャー 海の綺士団 -Umi no kishidan-（2025年4月、NHK-FM） - 騎士団長 役[9]